# Dallas Roberts

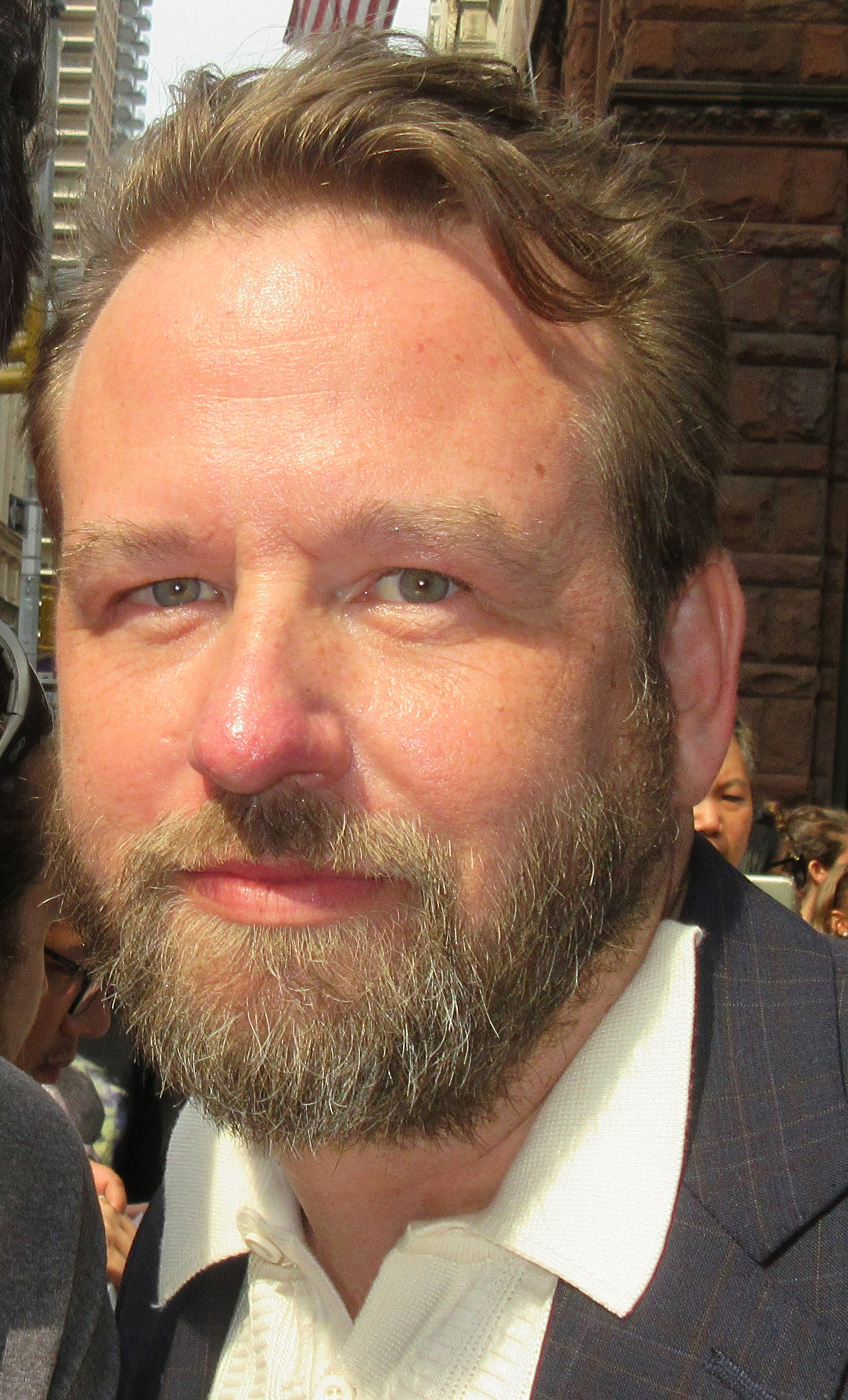
Dallas Roberts

Dallas Mark Roberts (* 10. Mai 1970 in Houston) ist ein US-amerikanischer Schauspieler.

## Leben
Eine seiner ersten Rollen hatte Dallas Roberts 1997 in Form eines Gastauftrittes in der Serie New York Undercover. 2004 spielte er eine Hauptrolle in dem Drama Ein Zuhause am Ende der Welt. Für diese Rolle war er 2004 für den Breakthrough Actor Award nominiert. Er stellte 2005 in der Filmbiografie Walk the Line den Musikproduzenten Sam Phillips dar. Weitere Nebenrollen spielte er 2007 in dem Western Todeszug nach Yuma, 2009 in dem Thrillerdrama Das schwarze Herz und 2011 in dem Abenteuerfilm The Grey – Unter Wölfen. Von 2006 bis 2009 hatte er die Rolle des Angus Partridge in The L Word – Wenn Frauen Frauen lieben und 2010 die des Miles Fiedler in der kurzlebigen AMC-Serie Rubicon inne. Von 2012 bis 2013 übernahm Roberts in der Fernsehserie The Walking Dead die Nebenrolle des Forschers Milton Mamet. In dem Coming-of-Age-Film My Friend Dahmer aus dem Jahr 2017 spielt er den Vater des Serienmörders Jeffrey Dahmer.

## Filmografie (Auswahl)
- 1995, 2001, 2009: Law & Order (Fernsehserie, 3 Folgen)
- 1997: New York Undercover (Fernsehserie, Folge 1x04)
- 2004: Ein Zuhause am Ende der Welt (A Home at the End of the World)
- 2004–2016: Law & Order: Special Victims Unit (Fernsehserie), 5 Folgen
- 2005: Walk the Line
- 2005: The Notorious Bettie Page
- 2006: Flicka – Freiheit. Freundschaft. Abenteuer. (Flicka)
- 2006–2007, 2009: The L Word – Wenn Frauen Frauen lieben (Fernsehserie, 25 Folgen)
- 2007: Joshua – Der Erstgeborene (Joshua)
- 2007: Todeszug nach Yuma (3:10 to Yuma)
- 2009: Das schwarze Herz (Tell-Tale)
- 2009: Ingenious (Lightbulb)
- 2010: Criminal Intent (Fernsehserie, Folge 9x06)
- 2010: Rubicon (Fernsehserie, 13 Folgen)
- 2010–2013: Good Wife (The Good Wife, Fernsehserie, 14 Folgen)
- 2011: The Grey – Unter Wölfen (The Grey)
- 2012: The Factory
- 2012: Elementary (Fernsehserie, Folge 1x01)
- 2012–2013: The Walking Dead (Fernsehserie, 10 Folgen)
- 2013: Dallas Buyers Club
- 2013–2015: Unforgettable (Fernsehserie, 28 Folgen)
- 2015–2016: Chicago P.D. (Fernsehserie, 2 Folgen)
- 2017: American Crime (Fernsehserie, 6 Folgen)
- 2017: Mein Freund Dahmer (My Friend Dahmer)
- 2018: FBI (Fernsehserie, Folge 1x01)
- 2018–2019: Insatiable (Fernsehserie, 22 Folgen)
- 2019: Motherless Brooklyn
- 2021: Big Sky (Fernsehserie, 4 Folgen)
- 2022: Glass Onion: A Knives Out Mystery
- 2024: Monster: Die Geschichte von Lyle und Erik Menendez (Monster: The Lyle and Erik Menendez Story, Miniserie)